# Within Temptation
Within Temptation és una banda musical dels Països Baixos creada l'any 1996 i que, actualment, està formada per:

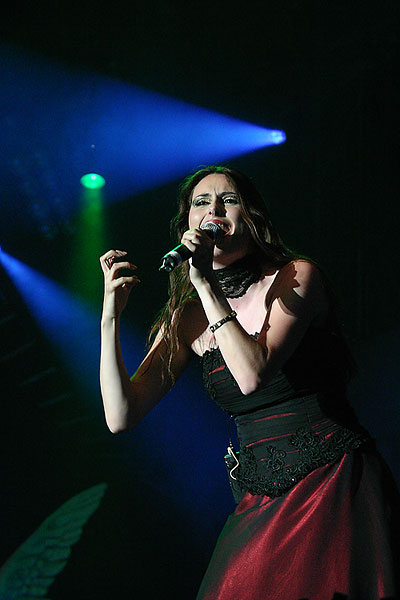
Sharon den Adel

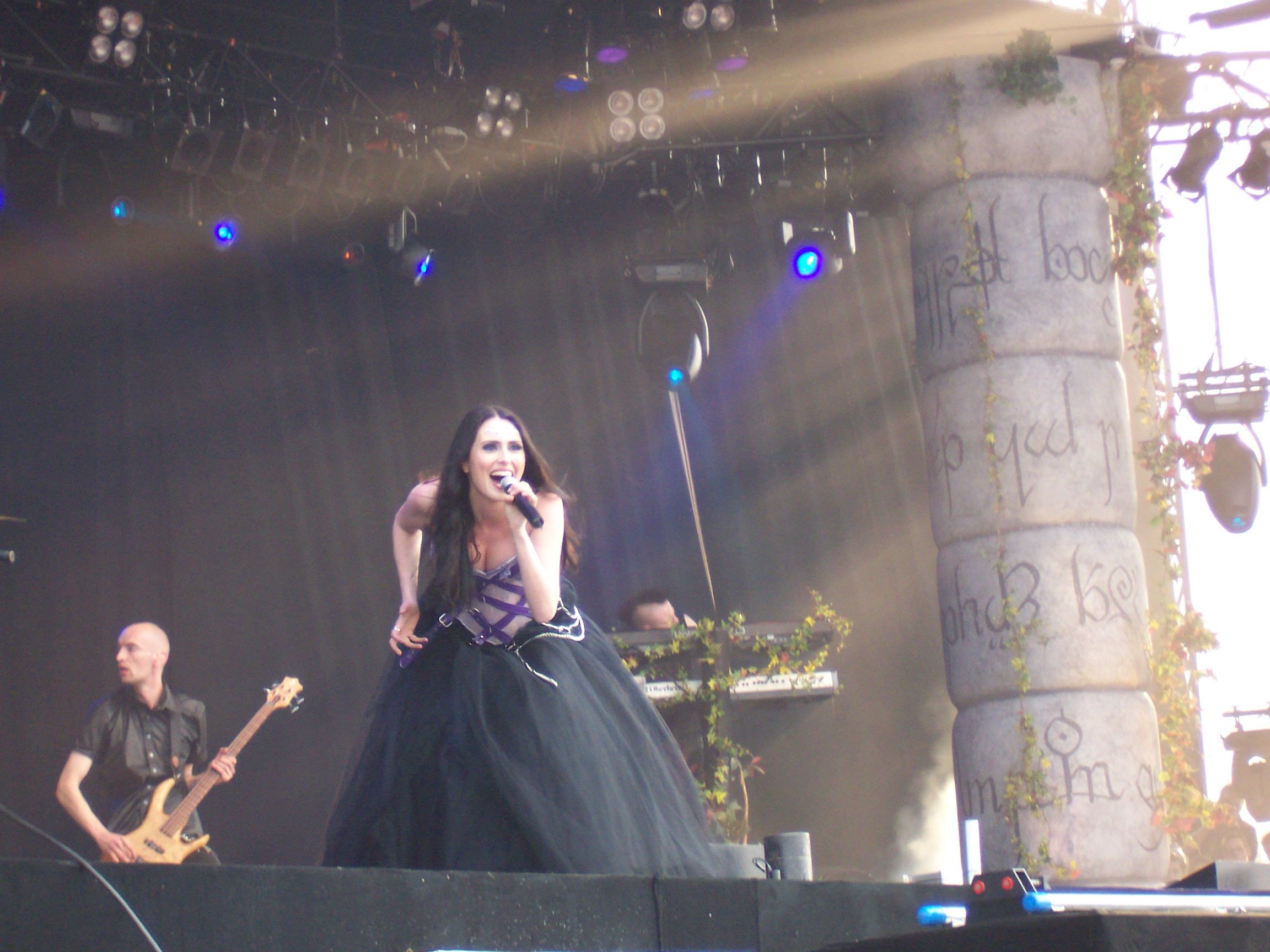
El grup en ple concert

- Sharon den Adel - Cantant
- Robert Westerholt - Guitarra
- Jeroen van Veen - Baix
- Martijn Spierenburg - Teclats
- Ruud Jolie - Guitarra
- Mike Coolen - Bateria

## Antics Membres
- David Martijn Westerholt - Teclats
- Ivar De Graaf - Bateria
- Michiel Papenhove - Guitarra
- Jelle Bakker - Guitarra
- Ciro Palma - Bateria
- Dennis Leeflang - Bateria
- Richard Willemse - Bateria
- Stephen van Haestregt - Bateria

## El principi: Enter
El primer àlbum de Within Temptation titulat Enter va sortir al mercat el 7 d'abril de 1997. Diverses entitats van proposar-los nombrosos concerts i una gira de dues setmanes a Alemanya i Àustria. Destaca la seva aparició en un dels festivals més importants d'aquest gènere en aquella època, el Dynamo Festival. Després d'aquesta gira, van treure un single, Restless.
Davant la gran acollida que va tenir el seu àlbum debut (va vendre més de 20000 còpies), els integrants de Within Temptation van fer una petita pausa per acabar els seus estudis universitaris. Durant aquest període, concretament el 1999, el grup va treure un EP: The Dance.

## Mother Earth: la revolució
El 2000 acabaria sent l'any de majors canvis en tots els sentits. La banda va ser convidada a tocar en els majors festivals dels països del Benelux i al desembre d'aquest mateix any es va llançar l'àlbum Mother Earth. Va ser votat com a àlbum del mes en moltes revistes neerlandeses de música, i va arribar a posicions altes en les llistes de música europees, mentre el nombre de fans creixia enormement per l'Europa del nord.
El 2001 la banda va realitzar diverses gires, tant dintre com fora dels Països Baixos, amb prop de 40 concerts amb totes les entrades esgotades i nombrosos festivals. Un dels més brillants va ser el famós Pinkpop Festival (amb una assistència de 100.000 persones). També van actuar a París, Mèxic, Bèlgica… en vista de l'èxit, van llançar dos nous singles: Our Farewell i Ice Queen.
El 2002 es va convertir en l'any del boom de Within Temptation. El single Ice Queen va arribar a les primeres posicions tant als Països Baixos com a Bèlgica convertint a l'àlbum Mother Earth en disc de platí als Països Baixos i d'or a Bèlgica i en ambdós van recollir els premis TMF/MTV Awards. La banda va tocar en els festivals més importants del Benelux (Ozzfest, Lowlands, Dynamo, Rock Werchter, Pukkelpop, Parkpop), i també a Alemanya (Rock im Park, Bizarre, Summerbreeze). A França Within Temptation va actuar a les principals ciutats (París, Lió, Bordeus…) amb totes les entrades esgotades.

## El camí cap a l'èxit: The Silent Force
Després de tres anys d'èxit del Mother Earth, la banda es va tancar en un estudi a principis del 2004 per a donar forma al seu nou àlbum (prèviament es va llançar un single inèdit inspirat en una cançó dels 80 de Kate Bush: Running Up That Hill). Per al nou àlbum, el més comercial que han llançat, la banda va comptar amb el suport d'un cor rus, una orquestra i una acurada producció amb el resultat del The Silent Force. Van dur a terme una gira per Europa i van fer parada a Barcelona (entre altres ciutats espanyoles). El The Silent Force és un treball que s'obre a nous sons i amb el qual van saltar als mercats europeus occidentals gràcies a singles com Stand My Ground.

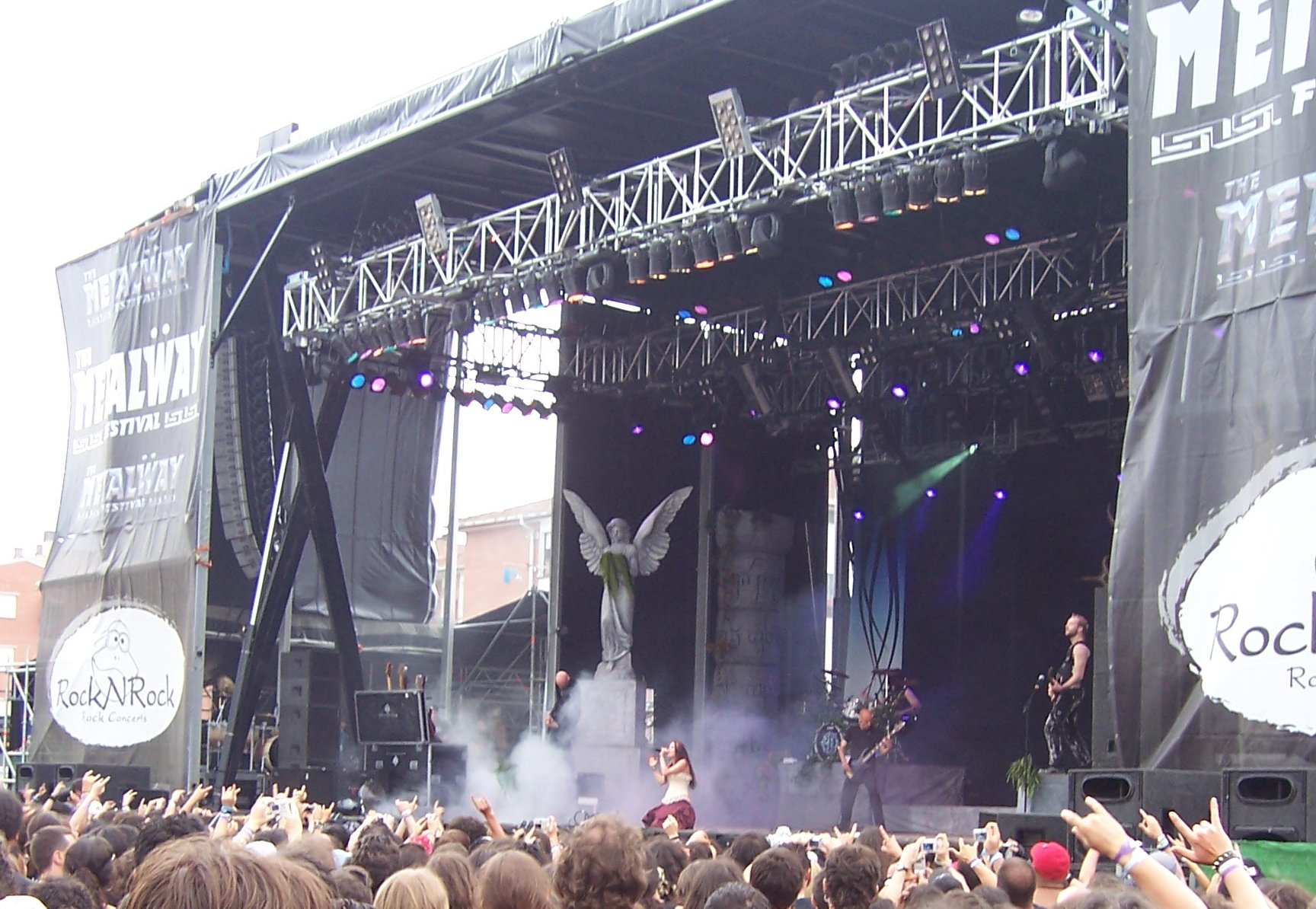
Within Temptation al Metalway Festival de Gernika

## The Heart Of Everything: el gran esplendor
Als darrers mesos del 2006 la banda va anunciar la imminent arribada d'un nou àlbum que marcaria un abans i un després en la carrera musical de Within Temptation. A finals d'any van donar a conèixer el nom de l'àlbum: The Heart Of Everything i va escapar-se'n alguna cançó com The Howling, que va ser usada en la banda sonora d'un videojoc: TCOS. La cançó va tenir molt bona acceptació i, a principis del 2007, van treure el single, What Have You Done, que havia de donar un tast de com seria l'àlbum que arribaria a Europa al març. En el single hi va col·laborar Keith Caputo, cantant de Life Of Agony. L'àlbum va sortir a la venda el 9 de març del 2007. L'àlbum va tenir molt bona rebuda i el grup va decidir fer-ne dos singles: Frozen (per Europa) i The Howling (pels EUA).
El 2008 van obtenir el premi neerlandès Gouden Harp.

## Discografia

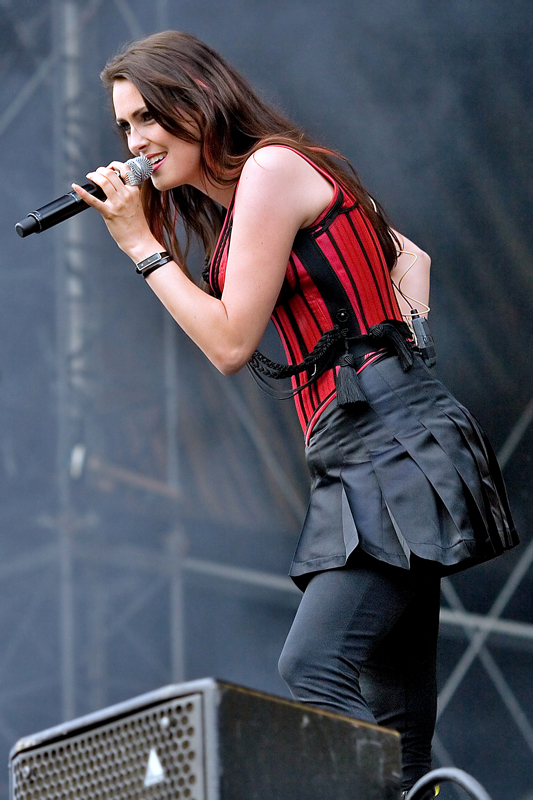
Sharon den Adel

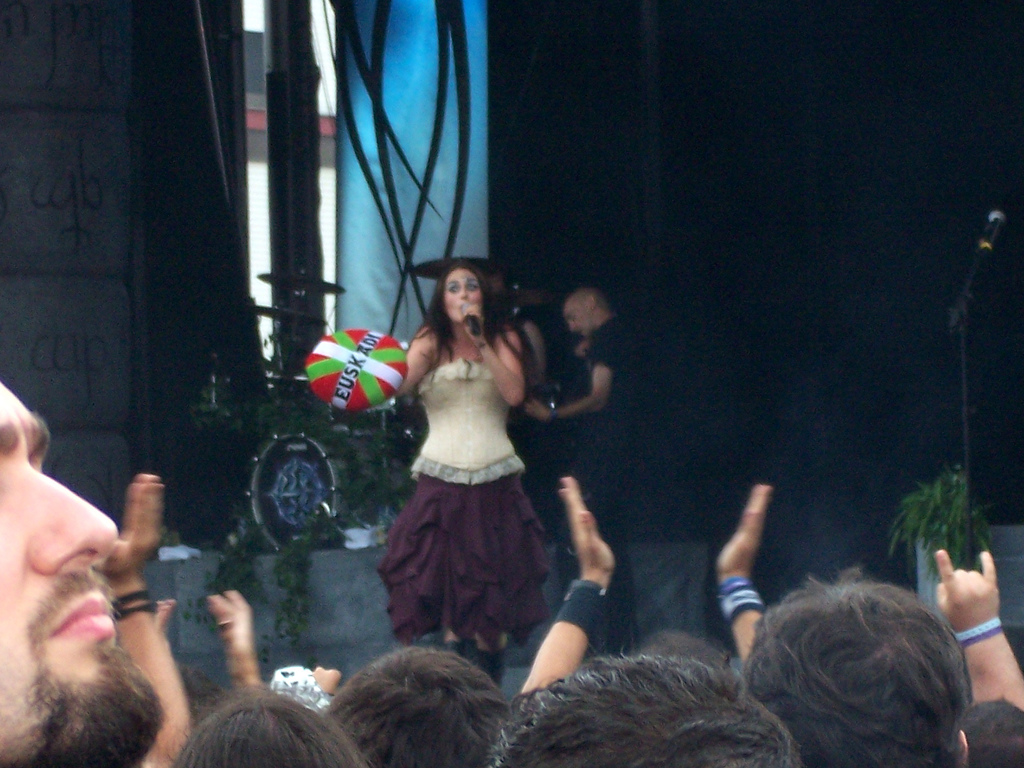
La banda en un concert a Euskadi

### Àlbums
- Enter - 1997
- The Dance (EP) - 1998
- Mother Earth - 2000
- The Silent Force - 2004
- The Heart Of Everything - 2007
- Black Symphony - 2008
- An Acoustic Night At The Theatre - 2009
- The Unforgiving - 2011
- Paradise (What About Us?) (EP amb la participació de Tarja Turunen sobre 1 títol) - 2013
- Hydra - 2014
- Resist - 2019

### Singles
- Restless - 1997
- Our Farewell - 1999
- Ice Queen - 2000
- Mother Earth - 2000
- Running Up That Hill - 2001
- Stand My Ground - 2004
- Memories - 2005
- Angels - 2005
- What Have You Done - 2007
- Frozen - 2007
- The Howling - 2007
- All I Need - 2007
- Forgiven - 2008
- Utopia - 2009
- Faster - 2011
- Sinéad - 2011
- Shot In The Dark - 2011

### DVDs
- Mother Earth Limited Single - 2002
- Mother Earth Tour - 2002
- The Silent Force Tour - 2005
- Black Symphony - 2008